# Eustatisme

Variations globales, par rapport un niveau actuel, des océans depuis 600 millions d'années.

Ne doit pas être confondu avec Isostasie.
L'eustatisme est la variation du niveau moyen (ou « absolu ») des mers (relative par rapport aux continents supposés stables), à ne pas confondre avec l'isostasie. « Ce facteur contrôle l'épaisseur de la tranche d'eau (niveau relatif) et donc principalement l'extension latérale du bassin (transgressions et régressions eustatiques) ». C'est un phénomène cyclique de lentes (de l'ordre du mm/an) montées et descentes du niveau marin. 

## Vocabulaire
On qualifie d'« eustatique » les phénomènes impliquant ou causant une montée ou diminution du niveau marin (ex. : la formation des calottes glaciaires a un effet eustatique, qui se traduit par une baisse du niveau des océans (régression eustatique), pouvant atteindre une centaine de mètres. La compréhension de ce phénomène a permis de mieux appréhender l'histoire des paléoenvironnements et des faunes qui se sont succédé lors des cycles glaciaires et interglaciaires).
On qualifie d'« oscillation eustatique » toute montée ou baisse apparente (par rapport au niveau d'un continent) du niveau marin lorsqu'elle a la même amplitude dans toutes les régions du globe. L'étude de l'eustatisme implique de disposer de données paléoenvironnementales. Elles proviennent notamment de la pétrographie, de la paléontologie, de la stratigraphie et de l'étude de la composition isotopique de la roche sédimentaire concernée.

## Causes
Les facteurs en cause sont multiples et interfèrent (« effets combinés »). Ce sont principalement : 
- le tectono-eustatisme (variations du volume des bassins océaniques) qui explique les cycles de variations du niveau marin basses fréquences : tectonique des plaques (notamment l'intensité d'activité des dorsales océaniques ; plus elles fonctionnent, plus elles affectent le niveau moyen du plancher océanique), subsidence.
- le glacio-eustatisme (variations de la masse d’eau dans les bassins océaniques) qui explique les cycles de variations du niveau marin des plus hautes fréquences : glaciations (baisses du niveau marin) et fonte des glaces qui implique une montée du niveau des mers, une augmentation progressive de la pression de la masse d'eau exercée sur les couches géologiques qui supportent le plancher océanique, et - à ses marges - sur le plateau continental ; une déglaciation peut se traduire par des réponses isostatiques complexes avec par exemple au Canada, en Baie d'Hudson 185 plages surélevées fossiles marquant l'émersion des terres côtières de cette région durant ou depuis la déglaciation (« relèvement isostatique »[6]).

## Rééquilibrages eustatiques
D'importants et constants « rééquilibrages eustatiques » (ou « compensations isostatiques » ) s'effectuent en réponse à ces facteurs et donc aux modifications climatiques globales qui augmentent ou diminuent le poids des glaces polaires et remplissent ou vident les océans. Les principaux effets isostatiques sont le lent fléchissement de l'écorce terrestre quand et là où elle est « surchargée » par le poids de masses d'eau océanique ou le poids d'énormes inlandsis sur les calottes polaires et autour de celles-ci, et vice versa, principe notamment formulé par Grahman à la fin des années 1930.

## Importance écologique
Certains habitats naturels, à long terme, y sont particulièrement sensibles ou vulnérables. L'Eustatisme, en lien avec le Climat est un des grands facteurs qui contrôlent le type de faune et son importance sur un territoire
- les îles basses et les basses-terres et en particulier les plaines côtières[10] ;
- Les deltas y sont particulièrement sensibles[11] ;
- les mangroves ;
- les récifs coralliens (récif frangeant en particulier) [12];

Les rééquilibrages peuvent générer une activité tectonique et sismique.